# Smålands runinskrifter 7
Sm 7 är en vikingatida runsten belägen strax öster om Grimslöv i Småland. Stenen tros stå på, eller i närheten av, sin ursprungliga plats längs en gammal farled i närheten av ett stort gravfält.

## Inskriften
Translitterering av runraden:
þeriþr · ak · þunaki : satu · eftr · rumar · kuþ · ialbi · kuþ at · as
Normalisering till runsvenska:
Gæiʀreðr/Gæiʀriðr/Þorreðr/Þoriðr ok Þunn-Aki/Þunn-Hnakki sattu æftiʀ Hroðmar. Guð hialpi Guð and hans.
Översättning till nusvenska:
Tyrid(?) och Tunn-Åke/Tunnacke satte [stenen] efter Rodmar. Gud hjälpe Gud(?) hans ande.